# Elecciones generales de Letonia de 1990
Las elecciones al Soviet Supremo de la República Socialista Soviética de Letonia de 1990 o simplemente elecciones generales de Letonia de 1990 se realizaron el 18 de marzo para renovar los 201 escaños de la legislatura regional de la república de la Unión Soviética. Hubo segunda vuelta en algunas circunscripciones el 25 de marzo, el 1 de abril y el 29 de abril. Fueron unos comicios de carácter histórico, ya que fueron las primeras elecciones democráticas que se celebraban en Letonia desde su invasión y posterior absorción por la Unión Soviética en 1940 y, por lo tanto, las primeras elecciones libres en casi seis décadas.
El Frente Popular de Letonia, una agrupación de partidos políticos nacionalistas y conservadores, obtuvo una aplastante victoria con más del 68% del voto popular y una mayoría absoluta de 131 escaños (casi dos tercios de la legislatura). El único partido opositor al Frente fue el Partido Comunista de la República Socialista Soviética de Letonia, hasta entonces gobernante como partido único, que obtuvo un magro resultado con el 21.51% de los sufragios y 55 escaños. Las otras 15 bancas fueron ocupadas por candidatos independientes. A diferencia de sus pares en Lituania y Estonia, el Partido Comunista de Letonia no se separó del Partido Comunista de la Unión Soviética (PCUS).

## Resultados
|  | 68.20 % |

|  | 21.51 % |

|  | 10.29 % |

|  | 100.00 % |

|  | 0.00 % |

|  | 0.00 % |

|  | 81.25 % |

|  | 18.75 % |

## Consecuencias
Días después de asumir sus funciones, el parlamento electo declaró el 4 de mayo la restauración parcial de la constitución de la República de Letonia de 1922 (suspendida por un golpe de Estado en 1934 y disuelta de facto con la ocupación de Letonia en 1940). Sin embargo, Letonia no declaró su independencia total de la Unión Soviética sino hasta 1991, cuando el estado soviético se disolvió. En 1993, el Soviet Supremo se disolvió y se convocó a elecciones para un nuevo parlamento, denominado Seimas.